# Südosteuropäische Arbeiten
Die Südosteuropäischen Arbeiten (SOA) sind eine Buchreihe zur Geschichte und Gegenwart Südosteuropas, die vom Leibniz-Institut für Ost- und Südosteuropaforschung herausgegeben wird und bei De Gruyter Oldenbourg erscheint.

## Geschichte
Sie wurde vom Gründungsdirektor des Instituts zur Erforschung des deutschen Volkstums im Süden und Südosten, Karl Alexander von Müller, zur Zeit des Nationalsozialismus 1933 ins Leben gerufen und auch nach der Umbenennung der Einrichtung am Südost-Institut weitergeführt. Bis Band 32(1943) erschien die Reihe im Verlag Max Schick, anschließend bei Rudolf M. Rohrer, Brünn und im Callwey Verlag, München, seit Band 40 (1953) erscheint sie bei Oldenbourg. Standen zunächst „volkstumsgeschichtliche“ Untersuchungen im Vordergrund, wurden noch während des Zweiten Weltkriegs auch Studien veröffentlicht, die historische Entwicklungen südosteuropäischer Länder in den Blick nahmen, ohne einen Bezug zur Geschichte der Deutschen zu nehmen.

## Profil
In der Reihe erscheinen grundlegende Monografien zur Geschichte und Zeitgeschichte Südosteuropas, dazu einige Sammelbände, Nachschlagewerke und auch Quelleneditionen, darunter das Biographische Lexikon zur Geschichte Südosteuropas. Ein Teil der älteren Werke ist online abrufbar. Derzeit werden die Südosteuropäischen Arbeiten von Ulf Brunnbauer und Konrad Clewing, unter der Redaktion von Konrad Clewing, herausgegeben. Der erste Band erschien 1933, zurzeit umfassen die SOA 170 Bände (Mai 2025).

## Titeländerungen
- Veröffentlichungen des Instituts zur Erforschung des Deutschen Volkstums im Süden und Südosten in München (Band 1.1933. bis  Band 37.1937 sowie Band 15.1937 bis Band 18.1939)[2]
- Veröffentlichungen des Südost-Instituts, München (Band 14.1940 sowie Band 19.1939 bis Band 25.1941)[3]
- Südosteuropäische Arbeiten des Deutschen Auslandswissenschaftlichen Instituts Berlin, des Südost-Instituts München und der Südostgemeinschaft Wiener Hochschulen (Band 26.1942 bis Band 32.1943)[4]
- Südosteuropäische Arbeiten (seit Band 33.1943)[5]